# Переселение крымских христиан в Северное Приазовье
Переселение крымских христиан в Северное Приазовье состоялось в 1778—1779 годах. Перемещение проходило по рескрипту Екатерины II. В ходе него Крымское ханство покинуло более 30 тысяч человек, большинство из которых были греками и армянами. Возглавил переселение митрополит Готфский и Кафский Игнатий (Гозади́нос). Общее руководство было возложено на П. А. Румянцева-Задунайского и Г. А. Потёмкина, непосредственно его осуществляли командующий в Крыму и на Кубани генерал-аншеф А. В. Суворов и русский резидент в Крымском ханстве А. Д. Константинов.
На территории современной Донецкой области греками был основан город Мариуполь, а армянами в Ростовской области — город Нахичевань-на-Дону.

## История

### Предыстория
При Екатерине II внешняя политика Российской империи была сосредоточена на экспансии на юг — в Новороссию и Крым. После русско-турецкой войны (1768—1774) был подписан Кючук-Кайнарджийский мир, по условиям которого Крымское ханство было выведено из вассальной зависимости от Османской империи и объявлено формально независимым государством, но фактически протекторатом Российской империи (в ряде важных пунктов на его территории находились российские гарнизоны). Договор включал в том числе пункт о покровительстве над христианским населением.
Продолжавшееся российско-турецкое противостояние вызывало враждебное отношение со стороны мусульманского населения Крыма к христианам (в основном грекам и армянам). Поставленный Россией хан Шахин Герай в 1777 году издал указ, уравнявший мусульманское и христианское население в гражданских правах. Такое решение спровоцировало бунт крымских татар, который был подавлен российскими войсками при поддержке местного греческого населения.

### Подготовка
В 1778 году генерал-губернатор Малороссии П. А. Румянцев-Задунайский впервые предложил переселить христианское население из Крыма на подконтрольные Российской империи земли. Основными целями этой акции считалось ослабление Крымского ханства и демонстрация Османской империи последовательной линии в защите христиан. Будущее переселение обосновывалось удобным внешнеполитическим моментом, существующим опытом в переселении и поддержкой со стороны митрополита Готфского и Кафского Игнатия. Последний неоднократно обращался к Святейшему правительствующиму синоду и Екатерине II с просьбой не оставлять его паству «под властью татар», опасавшейся ассимиляции крымских греков, что формально и стало основанием для начала переселения. Князь А. А. Прозоровский, напротив, считал что нельзя устраивать переселение христиан, поскольку крымские татары не примут такой шаг и оценят это как повод к захвату Крыма Россией.

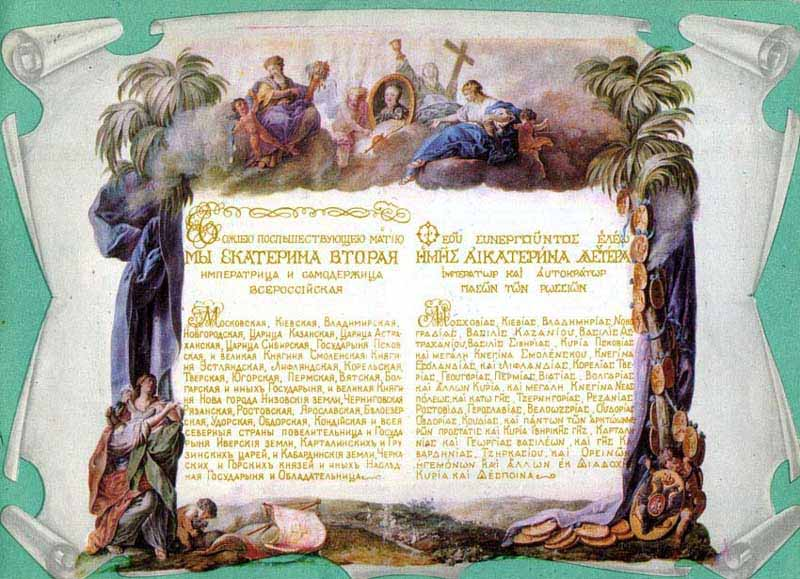
Высочайшая грамота об устройстве христиан, выведенных из Крыма

Предложение Румянцева-Задунайского соответствовало планам Екатерины II по освоению Новороссии и дальнейшему присоединению Крыма. Рескрипт на имя П. А. Румянцева-Задунайского и Г. А. Потёмкина о начале переселения всех христиан Крыма (греков, грузин, армян, валахов) на незанятые земли Новороссийской и Азовской губерний был подписан 9 марта 1778 года. Осуществление переезда было поручено генерал-поручику Прозоровскому, а с апреля 1778 года — генерал-поручику А. В. Суворову.
Подготовка к переселению не разглашалась и даже скрывалась. Хан Шахин Герай считал поступившие к нему сведения о готовящемся исходе христиан слухами и провокациями. Митрополит Игнатий на Пасху в пещерном храме Свято-Успенского скита призвал паству готовиться к исходу из Крыма. 17 июля 1778 года крымские старейшины подали хану жалобу на Суворова и русского резидента А. Д. Константинова за попытки принуждения местных греков и армян к переселению в Россию.

### Позиция крымского хана
22 июля 1778 года хан Шахин Герай выразил недовольство по поводу начатого переселения, однако на следующий день подписал указ, разрешающий исход христиан из Крыма по воле Екатерины II, и призвал подданных не препятствовать в этом желающим. Крымские старейшины считали, что хан совершает ошибку, поскольку никто из его предшественников не уступал добровольно подданных, и предупреждали о том, что исход христиан отразится убытками для Крыма. В связи с этим они рекомендовали ему всячески препятствовать переселению, а в ином случае они обещали обратиться к Екатерине II за помощью.
Оказавшись в сложном положении перед Россией с одной стороны и старейшинами с другой, Шахин-Герей обратился к фельдмаршалу Румянцеву-Задунайскому и Константинову с просьбой отменить переселение. В обращении от 28 июля к Екатерине II просилось оставить на полуострове хотя бы грузин и валахов, которые были куплены подданными Крымского ханства, а сейчас насильно уводятся. В связи с этим просилось компенсировать нанесённый ущерб.
Для изменения решения о переселении подданных Шахин Герай направил делегацию в Санкт-Петербург. Екатерина II приказала позаботиться о покрытии расходов крымских татар, поскольку хан из-за ухода христиан лишился части своих доходов. В итоге было принято решение направить хану 50 тысяч рублей и такую же сумму его приближённым.

### Процесс переселения

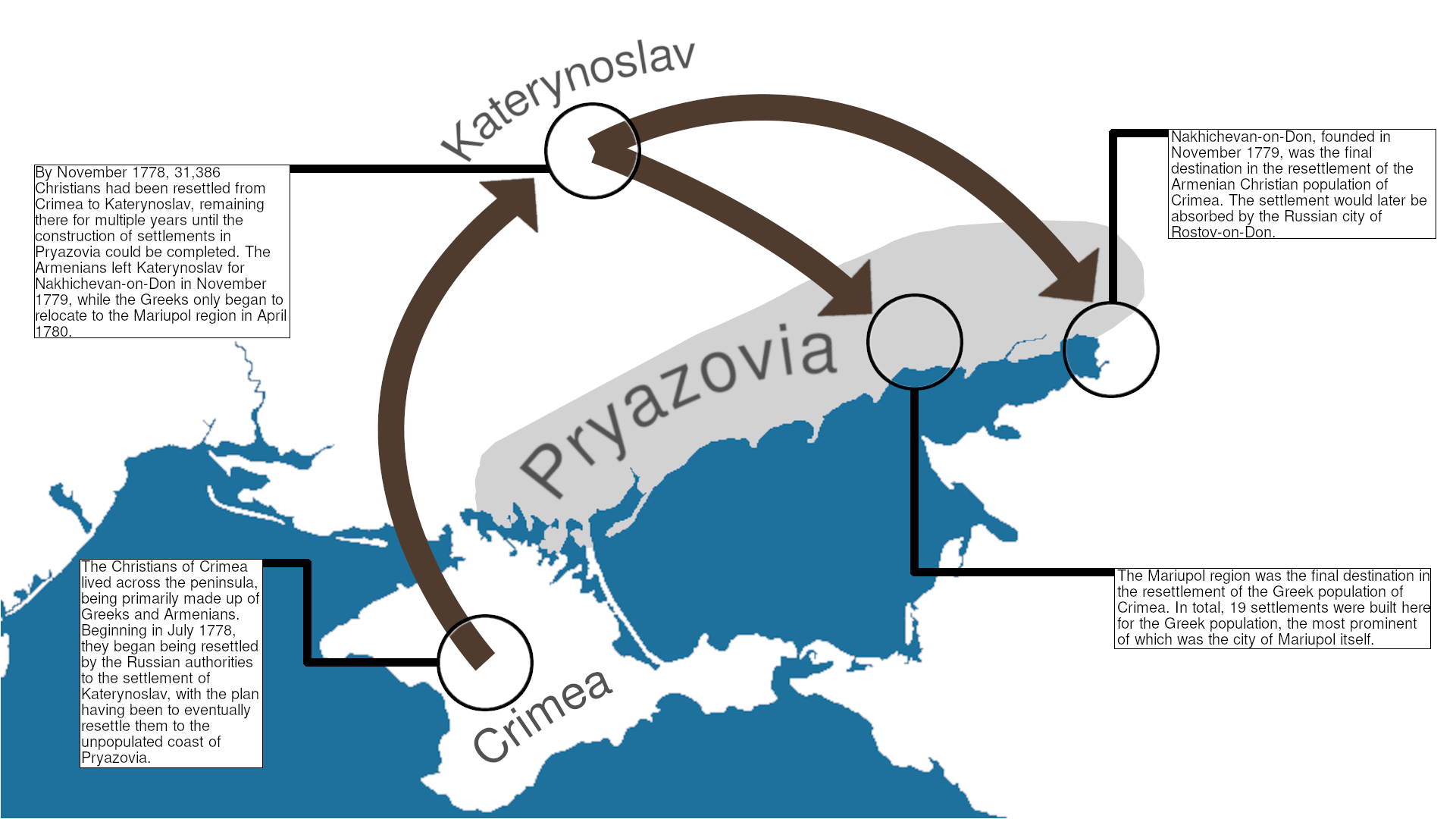
Маршрут переселения крымских христиан

Значительная часть христиан отнеслась положительно к переходу в русское подданство, даже несмотря на материальные потери. В основном это было связано со сложившейся обстановкой на полуострове и перспективой получения статуса иностранных поселенцев, что согласно российским законам от 1751, 1762 и 1763 годов предоставляло ряд социально-экономических льгот. В частности, переселенцам выдавались увеличенные земельные наделы, даровалось освобождение на длительный срок от налогов и призыва в армию.
Крымские христиане требовали гарантировать им отдельной монаршей грамотой свободное экономическое, хозяйственное, культурное и национальное развитие в условиях административной, судебной и конфессиональной автономии. При этом основанные поселения должны быть созданы в рамках административно-территориальной автономии, которая будет управляться выборным органом самоуправления, который не будет иметь в течение 10 лет налогов и навсегда будет освобождён от рекрутской повинности. Одним из главных требований было и осуществление переезда за счёт средств российской казны.
Агитация за переселение сопровождалась прямым и косвенным принуждением с использованием дезинформации и угроз со стороны российских чиновников и их эмиссаров. Среди населения были распространены слухи о том, что те, кто откажется от переселения, будут наказаны как ханом, так и Россией. Шахин-Гирей в письмах к Румянцеву, Суворову и Константинову жаловался, что русские принуждают к переселению и тех христиан, которые отказываются добровольно покинуть Крым. В ответ на это Румянцев приказал Суворову и Константинову отказываться от малейшего насилия или принуждения.
Во время переселения некоторые татары тайно принимали христианство. Вероятно, это были потомки ранее омусульманенных христиан. Чтобы не раздражать хана, им было отказано в выезде. А. В. Суворов рапортовал Румянцеву: «Чем далее, тем более открывается между татар крымских беспримерное желание к принятию христианского закона. В горах татарского закона семейств до 20 от греческих священников приняли святое Крещение и, между выезжающих христиан скрываясь, отправились вместе с оными на поселение так скрытно, что ниже российские о том предузнать не смогли».
С другой стороны, многие христиане принимали ислам, чтобы остаться в Крыму. «Искутские греки, а также жители деревень Ламбат и Варнутка приняли ислам только ради того, чтобы не расстаться с родиной». Они остались в Крыму, и на протяжении трех поколений христианские традиции сохранялись в быту этих мусульман, особенно среди женщин.
Румянцев в момент переселения опасался, что находящиеся у берегов Крыма османские корабли могут спровоцировать восстание против хана, от чего могут пострадать христиане. 8 сентября 1778 года Суворов сообщил Потёмкину о желании некоторых горных татар принять христианство и переселиться в Россию.

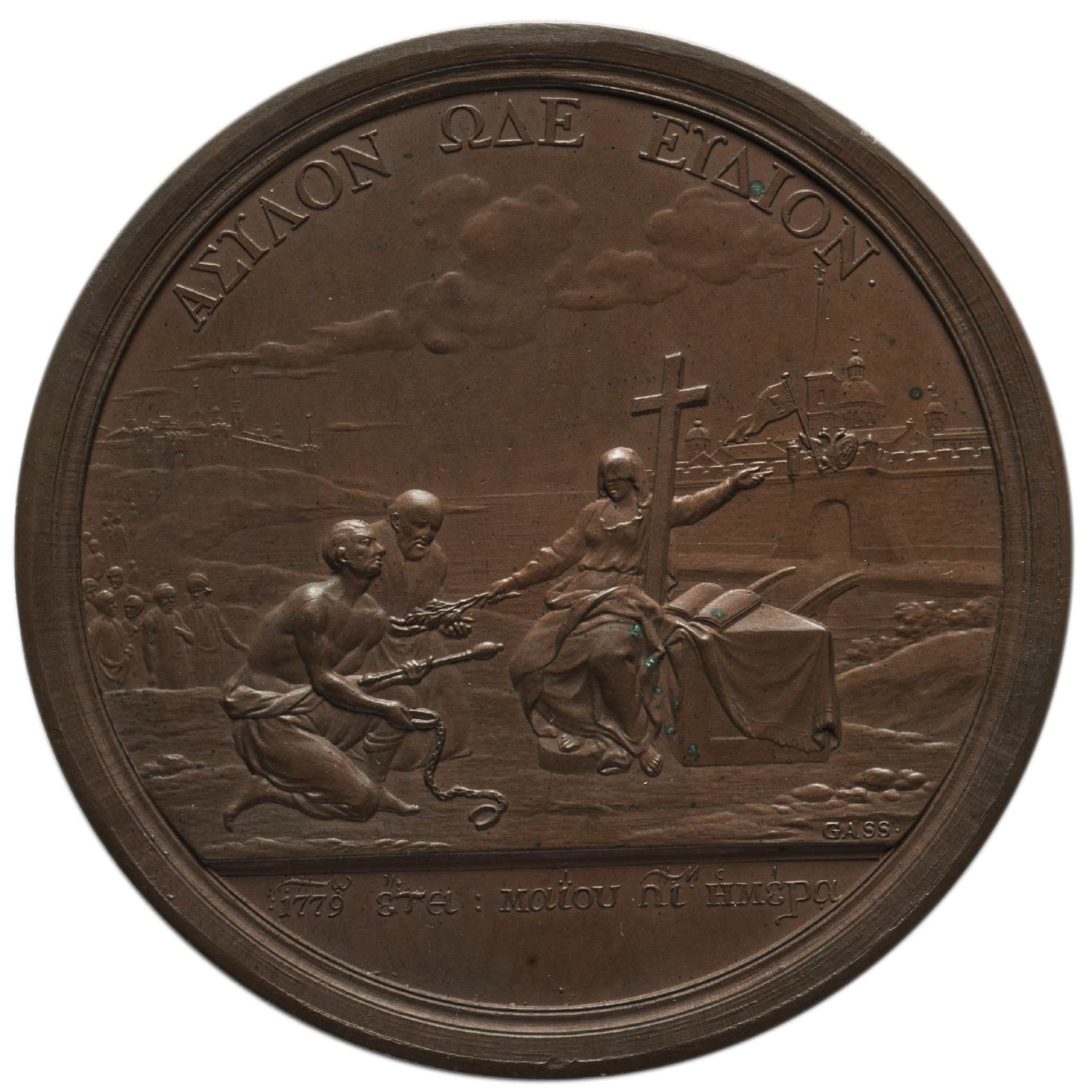
Медаль с изображением переселения

Переселение длилось с 28 июля по 18 сентября 1778 года. По неполным данным, на конец 1778 года из Крымского ханства было переселено 31 386 человек (из них 18 395 греков, 12 612 армян, 218 грузин и 161 валах). По данным митрополита Игнатия, греки вышли из 7 городов, 55 сел и монастыря Святого Георгия. Наибольшее число городских переселенцев пришлось на Кафу — 1 643, Бахчисарай — 1 319 и Карасубазар — 1 004 человека. Среди сельских жителей наибольший исход состоялся из населённых пунктов Кара-Коба — 1 424, Стиля — 1 228, Янисоль — 831, Сартана — 743 и Мангуш — 773 человека. Греки оставили в Крыму 3 736 двора и 54 церкви.
«Вывод крымских христиан кончен!», писал А. В. Суворов П. А. Румянцеву от 18 сентября 1778 года, «обоего пола отправилось в Азовскую губернию 31908 душ; осталось зимовать в Еникале и Черкасе 288 душ. Примерно вышло денег на вывод сей здесь до 130 тысяч рублей, паче на прогоны».

### Места расселения

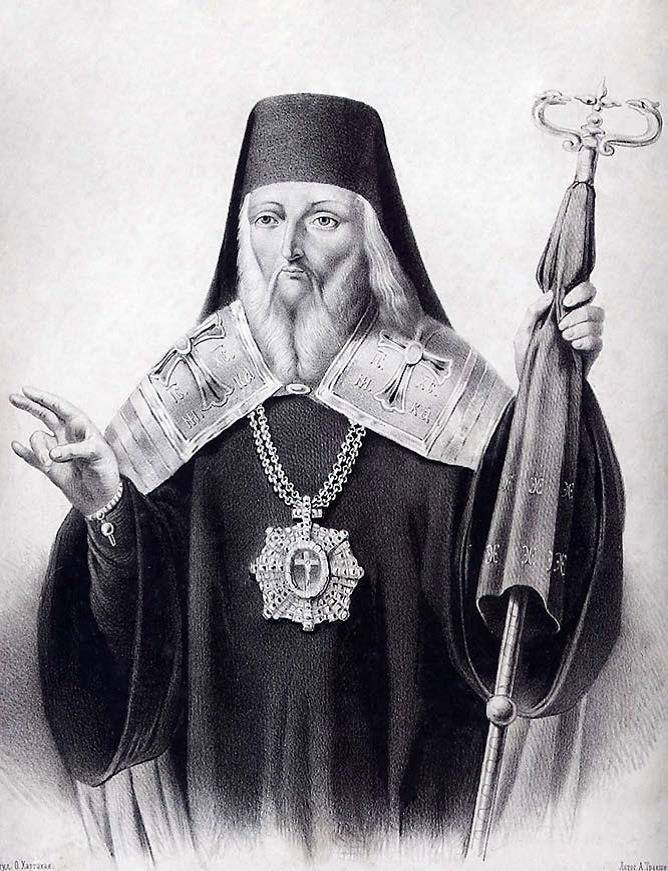
Митрополит Игнатий (Гозади́нос)

После выхода с полуострова переселенцы шли по Муравскому шляху и останавливались у Александровской крепости в Екатеринославской губернии, где проходила регистрация и постановка на казённое довольствие. Первых поселенцев в крепости встретили в конце августа 1778 года. Таким образом, на дорогу у них ушло порядка месяца. Часть переселенцев разместилась в крепости и нескольких соседних деревнях. Оставшиеся были вынуждены проживать на повозках.
Переселённые около года ожидали от чиновников места для расселения. В таком положении они прожили зиму 1778/79 годов. В это время из-за болезней и голода, по оценке С. А. Калоерова, умерло около 2 тысяч человек.
Весной 1779 года они потребовали поселения на территории между реками Днепр, Самара и Орель, что было согласовано общиной ещё в Крыму. Однако из-за того, что эта территория уже была заселена, распоряжениями в период с осени 1779 по весну 1780 года поселенцам были отведены другие земли.

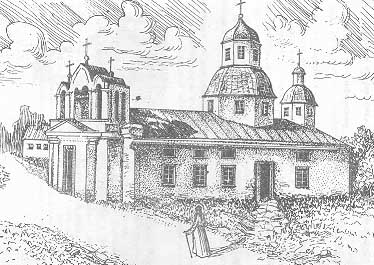
Екатерининская (греческая) церковь в Мариуполе

Греки, грузины и валахи получили земли в Северном Приазовье, ограниченные с запада рекой Берда, с востока рекой Кальмиус, с севера рекой Волчья (приток Самары). Места под новые поселения и церкви при них определял митрополит Игнатий. Город Мариуполь был основан 15 августа 1780 года и стал центром Мариупольского уезда. На территории уезда греки основали 21 деревню: Бешево, Богатырь, Большая Каракуба, Большой Янисоль, Георгиевка, Комар, Карань, Керменчик, Константинополь, Ласпа, Малый Янисоль, Мангуш, Сартана, Старый Крым, Стыла, Улаклы, Чемрек или Джемрек (присоединен к Малому Янисолю), Чердаклы, Чермалык, Урзуф и Ялта. Впоследствии появились сёла Гозадиновка, Хаджиновка, Гончариха и Волноваха.
Армянам досталась территория в низовьях реки Дон, где был основан Нахичевань-на-Дону и несколько сел вокруг, составившие Нахичеванский округ.
Переселение и обустройство крымских христиан обошлось казне в сумму около 1 миллиона рублей. В 1781 году для помощи переселенцам был послан секунд-майор Михаил Сарков.

### Последствия

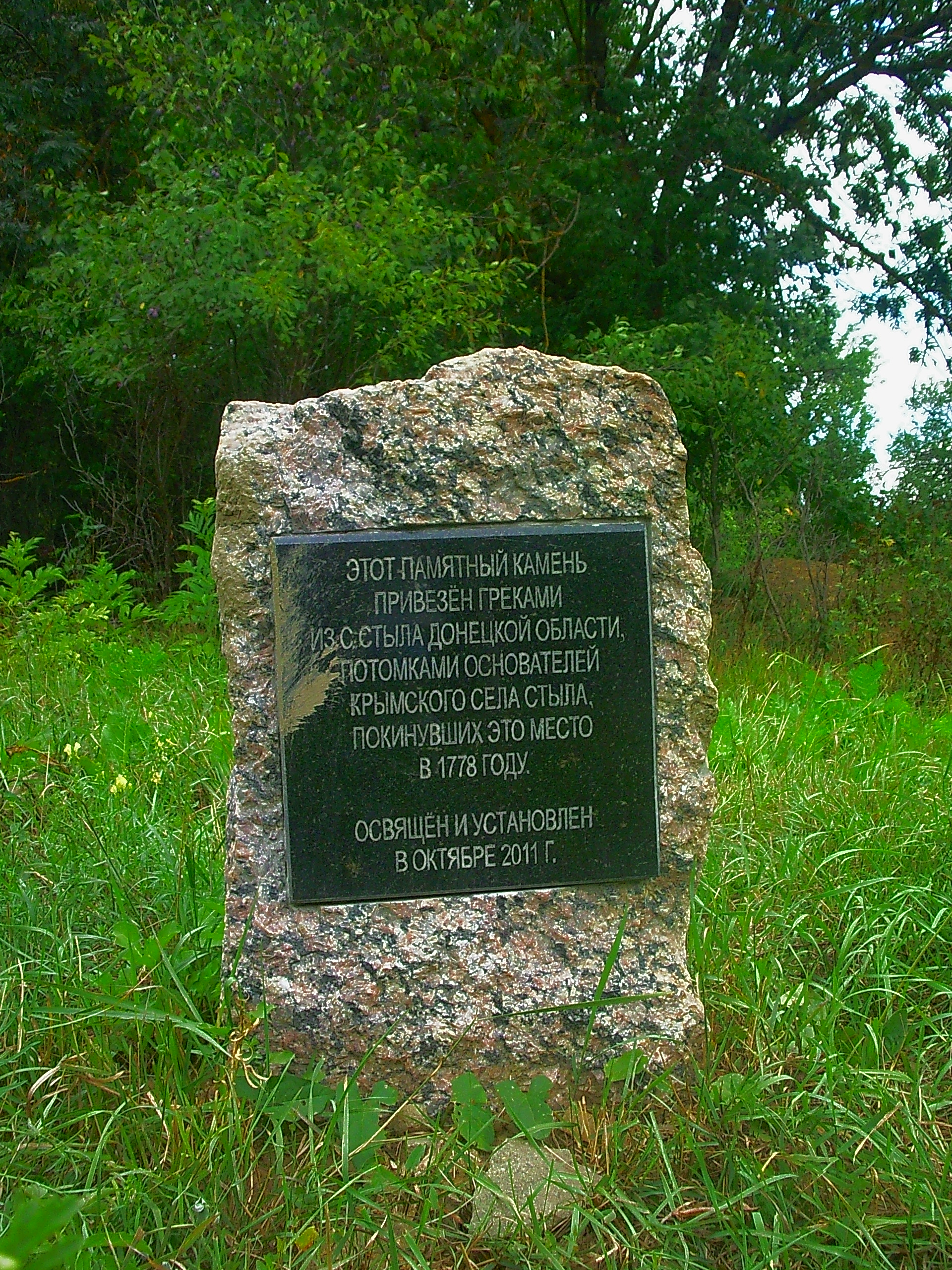
Памятник в селе Лесниково

Высокая смертность и низкий уровень жизни на новом месте подпитывал среди переселенцев настроения к возвращению в Крым. Российское государство всячески препятствовало отъезду крымчан, применяя к желающим вернуться полицейские меры. К 1781 году в Мариупольском уезде проживало 14 483 грека, что почти на 3912 человек меньше, чем покинуло полуостров в 1778 году. Манифестом императрицы Екатерины II от 8 апреля 1783 года Крым был присоединён к России. Немалое количество переселенцев пожелало немедленно вернуться на родные места, однако получило отказ от правительства, которое не было заинтересовано в замедлении колонизации Приазовья.
Упразднение Готфской и Кафской митрополии в 1778 году нанесло серьёзный урон христианству на Крымском полуострове. Многие храмы и пещерные монастыри, служба в которых непрерывно велась со средневековья, а в некоторых и с византийских времён за 20-30 лет без паствы и монахов быстро пришли в полное запустение и путешественниками начала 19 века упоминаются уже как развалины.
Греки стремились селиться отдельно от других национальностей. В итоге на месте их поселений было запрещено селиться негреческому населению в течение 10 лет. В 1807 году при Александре I был создан Мариупольский греческий округ. 
За деятельность по переселению христиан Суворов и митрополит Игнатий были удостоены бриллиантовой звезды Ордена Святого Александра Невского.
В результате исхода христиан экономика Крымского ханства лишилась части своих доходов, что способствовало ускорению аннексии Крыма Российской империей в 1783 году.
Впоследствии была изготовлена настольная медаль «В память переселения христиан из Крыма в Россию».